# أدريان زيلا
أدريان زيلا (بالإسبانية: Adrián Zela)‏ هو مدرب كرة قدم ولاعب كرة قدم بيروفي في مركز قلب الدفاع، ولد في 20 مارس 1989 في ليما في بيرو. لعب مع كورونل بولوجنسي ونادي يونيفرسيتاريو.

## وصلات خارجية
- أدريان زيلا على موقع قاعدة بيانات كرة القدم.إي يو (الإنجليزية)
- أدريان زيلا على موقع ناشيونال فوتبول تيمز (الإنجليزية)
- أدريان زيلا على موقع Soccerway.com (الإنجليزية)